# デンジャードッグ
デンジャードッグ（英: danger dog）とはホットドッグ用ソーセージにベーコンを巻いて揚げたもの。トッピングと共にホットドッグバンズに挟んで食べる。単に「ベーコン巻き（→ベーコンラップト）」ホットドッグと呼ばれることもある。発祥地はメキシコのティフアナもしくはエルモシージョのいずれかで、ティフアナのレボルシオン通りや国境付近、またエルモシージョの繁華街に多いホットドッグカートがボリリョに挟んで売っていた食品が起源である。「危険なホットドッグ」という意味の名は、販売している露店のほとんどが未認可で冷蔵設備を持たず、食品衛生管理が十分ではないというイメージからきている。米国サンディエゴやロサンゼルスにも伝播しており、屋台や料理店、スポーツ競技場で販売されている。

## フランチージー
シカゴにはこれと似たフランチージーという食品がある。牛肉100%のソーセージをベーコンで巻いて揚げ、溶けたチーズ（チェダーやアメリカン）もしくはチーズ加工品（ヴェルヴィータ）とともにバンズに乗せて食べる。チーズはソーセージに切り込みを入れて挟んでから揚げる場合もあれば後からかける場合もある。屋台よりも主に料理店で提供される料理である。

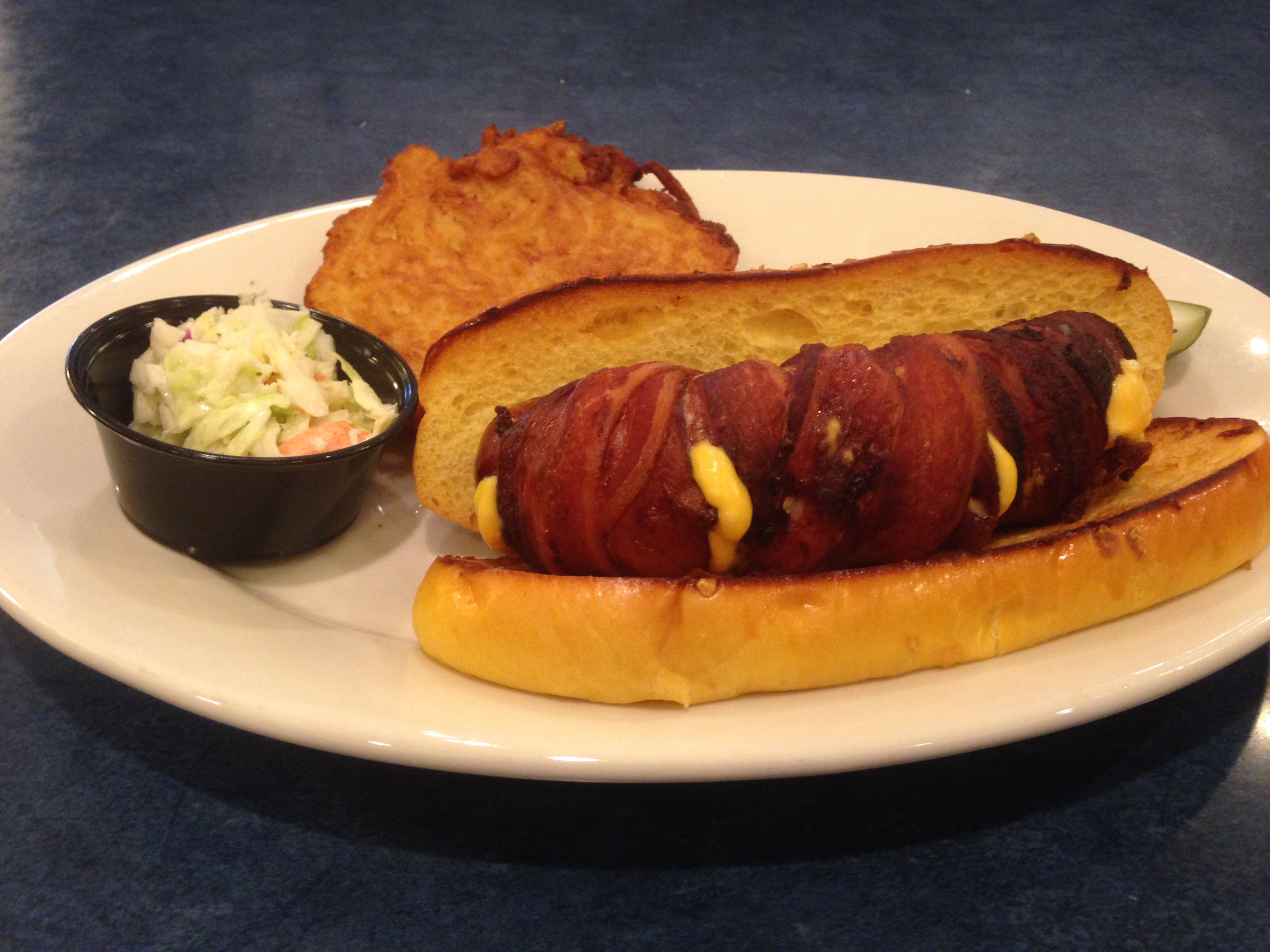
フランチージー。サイドはコールスローとポテトパンケーキ。
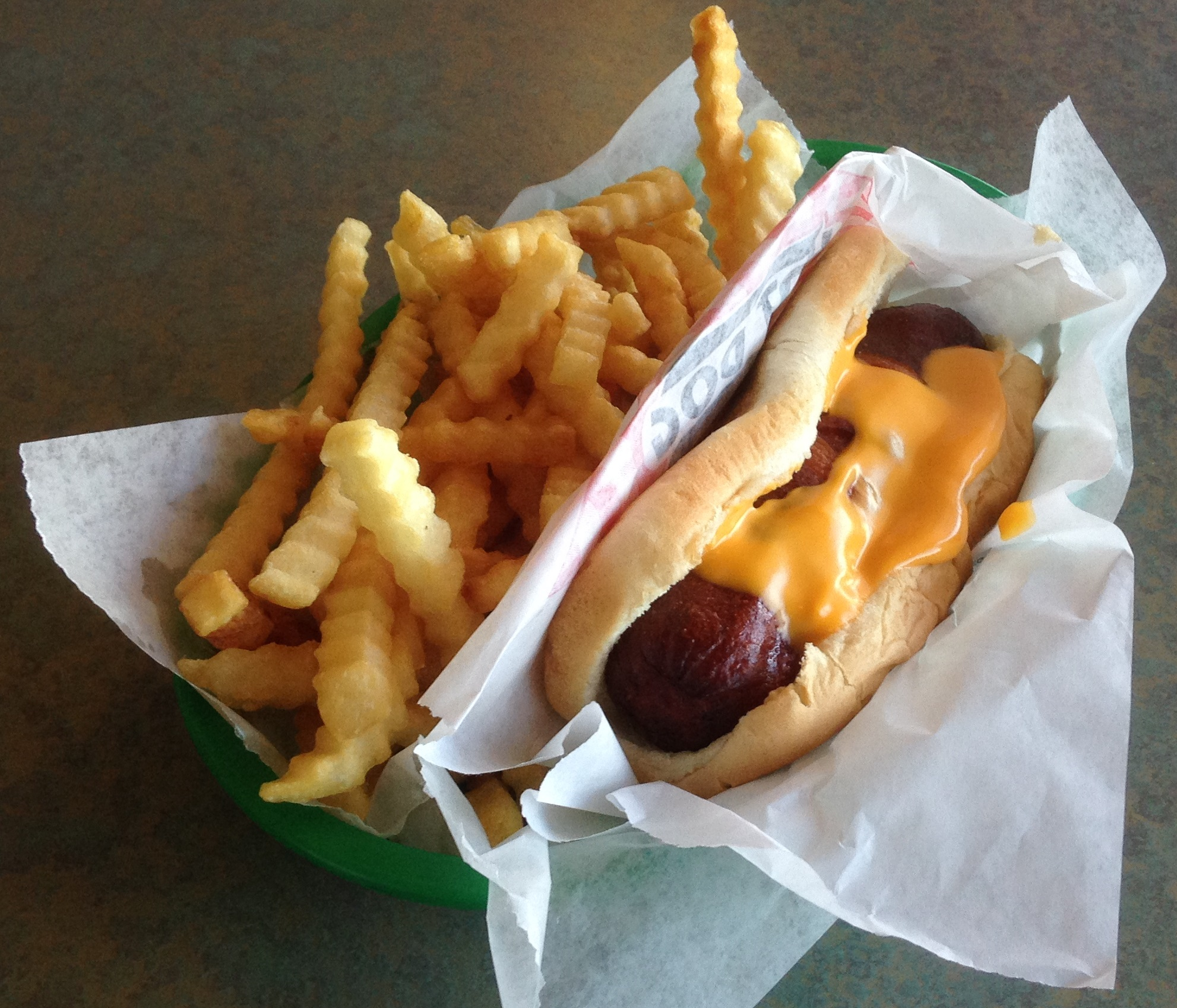
フライドポテトを添えたフランチージー。チーズは上からかける形。

## ベーコンラップト・ホットドッグ
ロサンゼルスではベーコンラップト・ホットドッグと呼ばれている。酒場やコンサート会場、スポーツ競技のような夜間営業の施設の前に屋台が立ち並び、固形燃料で鉄板焼きにしたものを売る。ベーコンで巻いたソーセージに焼きタマネギ、ピーマン、ケチャップ、マスタード、マヨネーズ、焼いたハラペーニョをトッピングしたものが一般的。2010年にはロサンゼルス市議会が一般市民のキャンペーンを受けてベーコンラップト・ホットドッグを市の公式ホットドッグに認定したことがある。

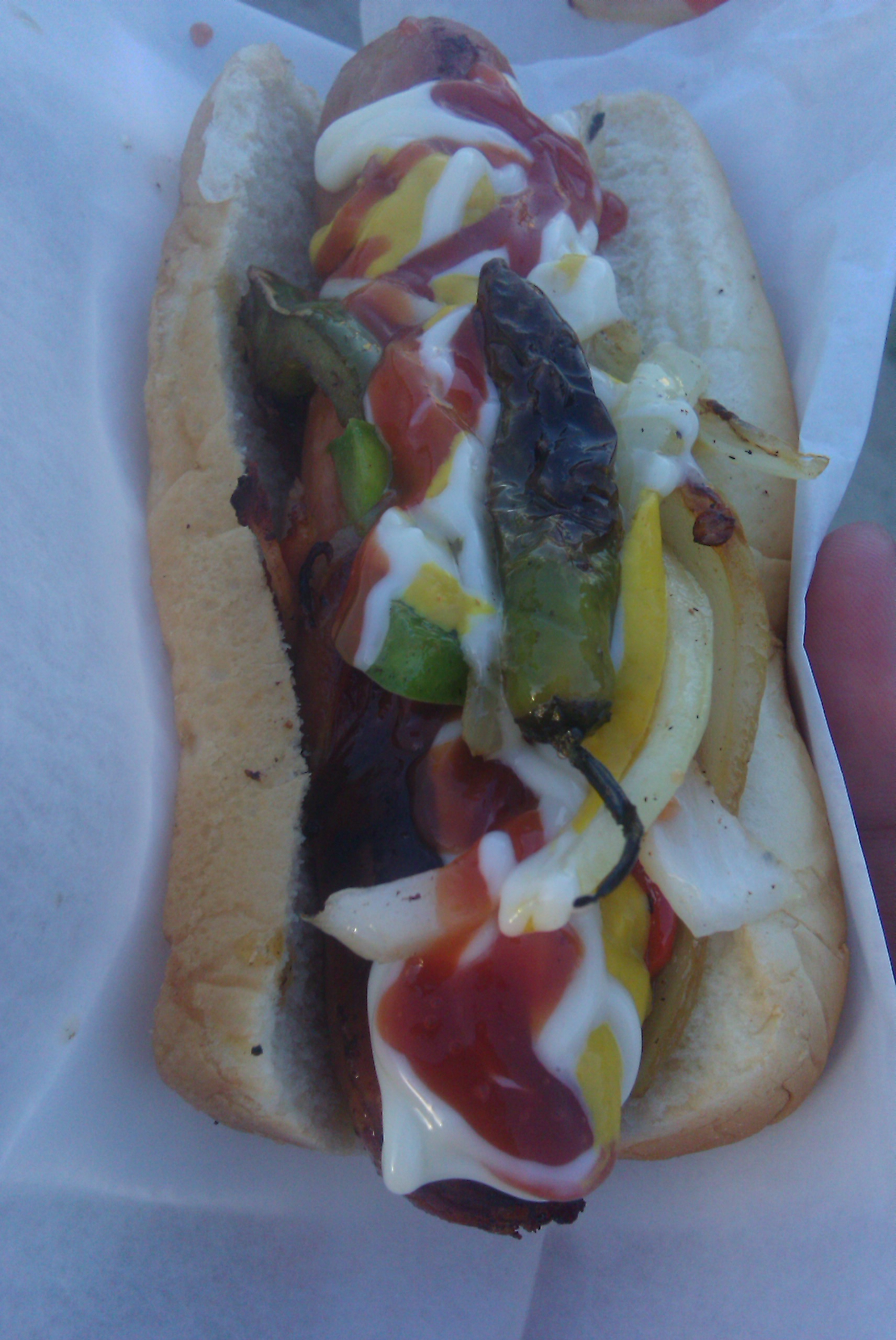
ベーコンラップト・ホットドッグ。
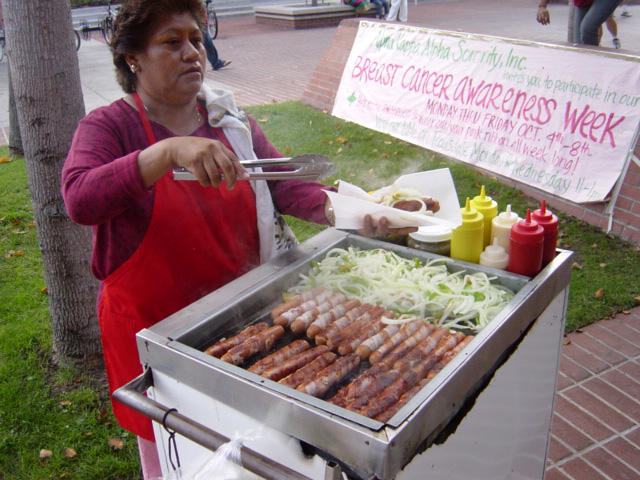
ロサンゼルスの露店。

## ジャージー・ブレックファスト・ドッグ
米国東海岸のニュージャージーなどにはジャージー・ブレックファスト・ドッグと呼ばれる変種がある。ベーコンを巻いて揚げたソーセージに溶けたチーズをかけ、目玉焼きかスクランブルエッグに乗せたものである。

## ミッションドッグ
サンフランシスコにおいて、ソーセージにベーコンを巻いたホットドッグは、最初に売り出されたミッション地区にちなんでミッションドッグとも呼ばれている。典型的なトッピングは焼きタマネギ、マスタード、ケチャップ、マヨネーズ、ハラペーニョ。

## テキサストミー
フィラデルフィアなどのペンシルベニア州東部で食べられているテキサストミーはフランチージーのようにソーセージにチーズを挟んでベーコンで巻いたもので、揚げるほかグリルする場合もある。